# West Chester, Iowa
West Chester là một thành phố thuộc quận Washington, tiểu bang Iowa, Hoa Kỳ. Năm 2010, dân số của thành phố này là 146 người.

## Dân số
Dân số qua các năm:
- Năm 2000: 159 người.
- Năm 2010: 146 người.